# The Storys
The Storys sind eine britische Rockband aus Swansea, Wales, Großbritannien, die im Frühjahr 2003 gegründet wurde. Ihr wichtigster Einfluss sind die US-Westcoast-Bands der 1970er Jahre des Country-Rock-Genres. Die Band besteht zurzeit aus Steve Balsamo (Gesang, Gitarre), Andy Collins (Gesang, Bass), Rob Thompson (Gesang, Gitarre), Brian Thomas (Schlagzeug, Percussion) und Alan Thomas (Keyboard, Mandoline, Banjo). Dai Smith (Gesang, Gitarre), der die Band im August 2008 verließ, wurde von der Singer/Songwriterin Rosalie Deighton ersetzt.
Die Musik von The Storys ist eine abwechslungsreiche Mischung aus Country-Balladen und stampfendem Rock. Als die Band zum ersten Mal zusammen auftrat, stimmte die Chemie sofort. "Jeder sang einfach einen Teil und es passte einfach", sagt Steve. "Es wurde nichts ausgearbeitet. Wenn es gut klingt, ist es gut' und behielten die natürlichen Parts bei, auch wenn sie musikalisch nicht perfekt waren".

## Geschichte
The Storys begannen mit den Aufnahmen zu ihrem Debütalbum in Robs Küche, wobei Dai als Produzent fungierte, bevor die Band in ein umgebautes Kino, The Hall, in Glyncorrwg in den walisischen Tälern umzog. Dort nahmen sie schließlich sechs Monate lang auf, begleitet – so die Band – von einem Geist namens Carter, der die Pegel am Mischpult veränderte.
Nachdem sie über 30 Songs aufgenommen hatten, wurden 11 für das Album ausgewählt. Da die Band bis dahin unabhängig war, beschloss sie, das Album selbst zu veröffentlichen. Mit etwas finanzieller Unterstützung gründeten sie ihr eigenes Label, Hall Recordings, und veröffentlichten ihr selbstbetiteltes Debütalbum am 3. Oktober 2005.
Das Album wurde von den Kritikern gelobt, und eine Reihe von Live-Shows stärkte den Ruf der Band noch weiter. Ihren ersten Auftritt hatten die Storys vor über 70.000 Menschen beim Olympic Torch Concert vor dem Buckingham Palace, und kurz darauf traten sie als Support von Tom Jones in Pontypridd auf.
Im Jahr 2006 wurde Elton John auf The Storys aufmerksam und verpflichtete sie als Vorgruppe für seine UK-Tour.
Das zweite Album von The Storys, Town Beyond The Trees, wurde im März 2008 veröffentlicht.

## Diskografie

### Alben
- 2005: The Storys
- 2008: The Town Beyond the Trees

### Singles
- 2006: I Believe in Love
- 2006: Cinnamon
- 2006: Be By Your Side

### Soundtrack
- Bank Job[3]